# Герб Заліщиків
Герб Залі́щиків — один з символів міста Заліщики Тернопільської області. Офіційно не затверджений.
Герб можна побачити в Заліщиках при в'їзді в місто з півдня (висота ~4 метри).

## Опис
На гербі міста зображена Заліщицька ратуша та єдиноріг над нею. Єдиноріг символізує мужність та військову звитягу, а також уособлюває швидкість коня та ударну силу рогу бика.

## Історія
Перша відома печатка міста датована 1750 роком; це означає, що герб міста використовували ще до офіційного надання магдебурзького права у 1766 році.
Герб австрійського періоду на її основі мав вигляд: в червоному полі на зеленій землі срібна ратуша із вікнами та дверима червоного кольору. Небо вгорі також червоного кольору. В центрі з покрівлі ратуші зображення єдинорога (герб Бонча).
Від Віденського конгресу 1815 р. і принаймні до початку 60-х років XIX ст. самоврядування Заліщиків, як свідчать сфрагістичні матеріали, втрачає свою ідентифікаційну ознаку — герб зразка 1750 року. Натомість на міській печатці вкоренився стандартний для імперії двоголовий орел.

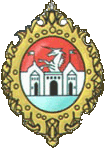
Герб періоду 1929-1939 р.р.

Старий герб з єдинорогом з'являється у діловодстві Заліщиків лише у 1867 році, коли місто стало центром повіту, і продовжує своє існування, але з 1929 до 1939 року на іншому щиті у новому декоративному картуші.
У період Першої світової війни і окупації Заліщиків російськими військами міське самоврядування вживало звичайну печатку «без геральдических излишеств».
За радянських часів, в середині 70-х років, Заліщики отримали доволі виразну емблему, щоправда не узаконену документально, в основі якої лежала ідея моста, побудованого у 1938 році, що з'єднує Галичину і Буковину. Проте прогресивну думку нанівець зводили деталі: барви національного прапора УРСР, колоски пшениці і т. і.